# Tour de lavage

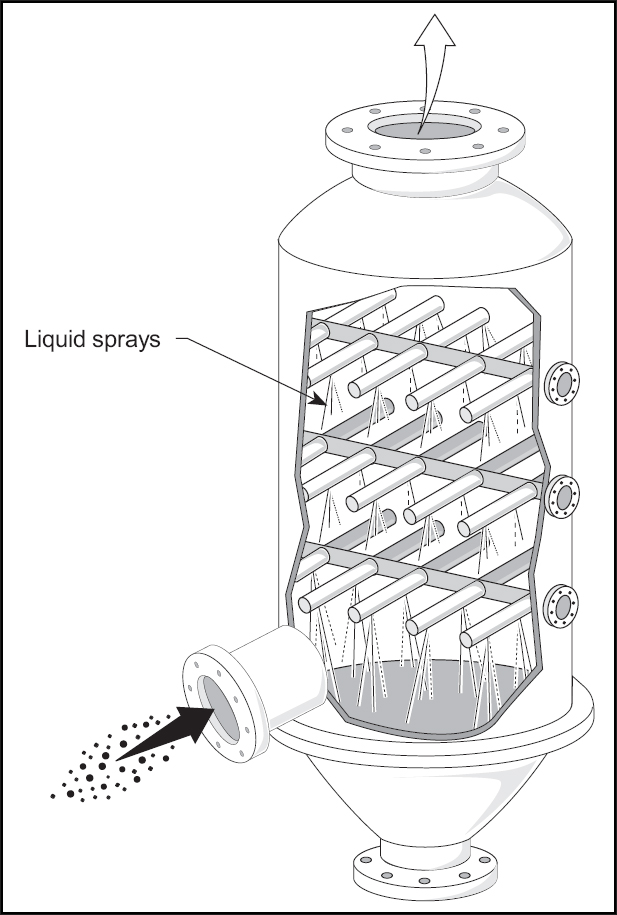
Tour de lavage typique.

Une tour de lavage est une unité de traitement des gaz. On y fait circuler, à contre-courant, un gaz sous une fine pluie de réactif liquide.  La finesse des gouttelettes de liquide augmente la surface de réaction. Une tour de lavage est également parfois appelée colonne garnie, le garnissage désignant alors le réactif liquide.
Les tours de lavage permettent de traiter des gaz chauds, mais consomment beaucoup d'énergie.

## Utilisations
Cela permet par exemple la neutralisation de gaz acides par réaction avec une base comme de la soude ou du lait de chaux. Un lavage de gaz à l'acide permet de capter le soufre qui serait contenu dans les gaz. Un lavage à l'eau de Javel permet d'oxyder des composés organiques. Ces procédés peuvent également être utilisés dans le but de neutraliser des mauvaises odeurs. Certaines tours permettent de traiter les gaz produits dans les fours à coke, le liquide réactif étant alors une huile absorbant le benzol et le naphtalène contenus dans le gaz. 